# Острец (община Битоля)
Вижте пояснителната страница за други значения на Острец.
Острец (на македонска литературна норма: Острец) е село в община Битоля на Северна Македония.

## География
Селото се намира на 960 m надморска височина в планината Пелистер, на 18 km южно от Битоля.

## История
Според легендата в местността, в която по-късно се оформило селото, дърварите си острели брадвите и оттук се появило името ѝ.
В XIX век Острец е село в Битолска кааза на Османската империя. Според статистиката на Васил Кънчов („Македония. Етнография и статистика“) от 1900 година Острецъ има 550 жители, всички арнаути мохамедани.
На Етнографската карта на Битолския вилает на Картографския институт в София от 1901 година Острец е чисто албанско село в Битолската каза на Битолския санджак със 108 къщи.
По време на българското управление на Вардарска Македония през Първата световна война Острец е част от Велушка община в Битолска селска околия и има 714 жители.
В 1961 година селото има 526 жители. Населението намалява поради емиграция към Битоля, Турция, околните села, Австралия, САЩ, Канада, Германия и други европейски държави.
Според преброяването от 2002 година селото има 229 жители, от тях 228 албанци и един друг.
| Националност     | Всичко |
| северномакедонци | 0      |
| албанци          | 228    |
| турци            | 0      |
| роми             | 0      |
| власи            | 0      |
| сърби            | 0      |
| бошняци          | 0      |
| други            | 1      |

В селото има основно училиште до 4 отделение с обучение на албански език. Острец има и джамия.

## Личности
Починали в Острец
- Минела Бабуковски (1921 – 1944), югославски партизанин